# Coupe de France 2001
Die Coupe de France 2001 war die 10. Austragung der Coupe de France, einer seit der Saison 1992 stattfindenden Serie von französischen Eintagesrennen. Die Fahrerwertung gewann der Franzose Laurent Brochard vom französischen Team Jean Delatour, das auch die Teamwertung gewann.

## Rennen
| Datum         | Rennen                             | Sieger            | Führender (Fahrerwertung) |
| ------------- | ---------------------------------- | ----------------- | ------------------------- |
| 24. Februar   | Tour du Haut-Var                   | Daniele Nardello  | Fabrice Salanson          |
| 25. Februar   | Classic Haribo                     | Hans de Clercq    | Eddy Seigneur             |
| 25. März      | Grand Prix Cholet-Pays de la Loire | Florent Brard     | Florent Brard             |
| 5. April      | Route Adélie                       | Jaan Kirsipuu     | Florent Brard             |
| 8. April      | Grand Prix de Rennes               | Davide Casarotto  | Florent Brard             |
| 17. April     | Paris–Camembert                    | Laurent Brochard  | Laurent Brochard          |
| 26. April     | Grand Prix de Denain               | Jaan Kirsipuu     | Laurent Brochard          |
| 29. April     | Tour de Vendée                     | Didier Rous       | Laurent Brochard          |
| 6. Mai        | Trophée des Grimpeurs              | Didier Rous       | Laurent Brochard          |
| 2. Juni       | A Travers le Morbihan              | Gilles Maignan    | Laurent Brochard          |
| 4. Juni       | Grand Prix de Villers-Cotterêts    | Laurent Brochard  | Laurent Brochard          |
| 9. Juni       | Classique des Alpes                | Iban Mayo         | Laurent Brochard          |
| 27. August    | Circuit de l’Aulne                 | Patrice Halgand   | Laurent Brochard          |
| 23. September | Grand Prix d’Isbergues             | Peter Van Petegem | Laurent Brochard          |
| 4. Oktober    | Paris–Bourges                      | Florent Brard     | Laurent Brochard          |

## Fahrerwertung
| Position | Fahrer           | Team                      | Punkte |
| -------- | ---------------- | ------------------------- | ------ |
| 1        | Laurent Brochard | Jean Delatour             | 239    |
| 2        | Florent Brard    | Festina                   | 147    |
| 3        | Jaan Kirsipuu    | ag2r Prévoyance-Décathlon | 126    |
| 4        | Patrice Halgand  | Jean Delatour             | 116    |
| 5        | Stéphane Heulot  | BigMat-Auber 93           | 114    |

## Teamwertung
| Position | Team                  | Punkte |
| -------- | --------------------- | ------ |
| 1        | Jean Delatour         | 111    |
| 2        | Cofidis               | 91     |
| 3        | La Française des Jeux | 88     |